# (6064) Holašovice
6064 Holasovice (1987 HE1) – planetoida z pasa głównego asteroid okrążająca Słońce w ciągu 3,28 lat w średniej odległości 2,21 j.a. Odkryta 23 kwietnia 1987 roku.